# 南相木村

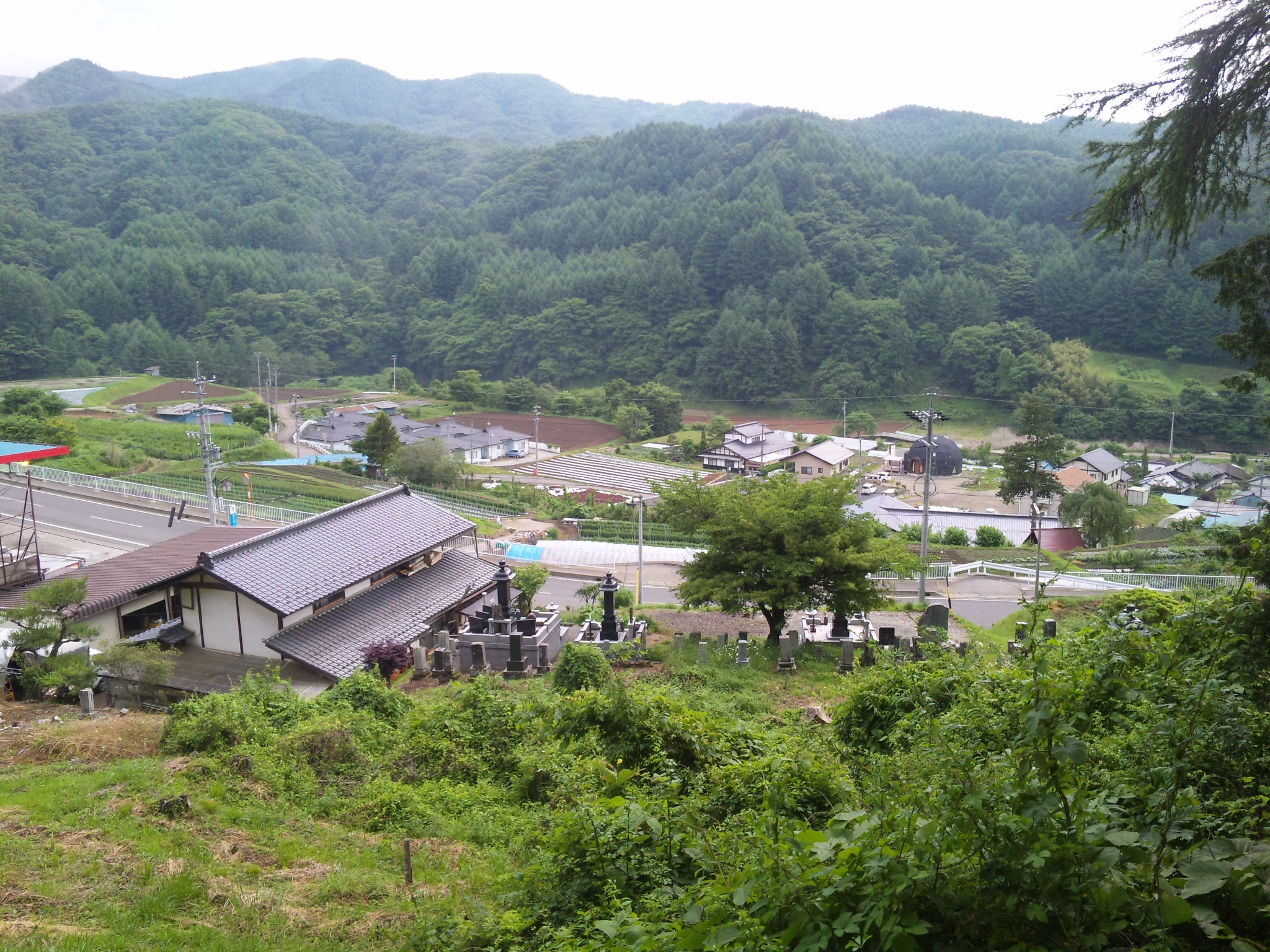
南相木村

南相木村（みなみあいきむら）は、長野県南佐久郡の自治体の一つ。
東西に細長い地形で、総面積の約8割が山林・原野であり、南相木川沿いに10の集落が点在している。
南相木川上流部（三川）には、東京電力が神流川発電所によって群馬県上野村の上野ダムとの間で揚水発電を行うために建設した南相木ダムがある。

## 歴史
- 1565年（永禄8年） - 信濃国佐久郡相木村が南北の区域に分割して、南相木村が発足する。
- 1879年（明治12年）1月4日 - 郡区町村編制法の施行により南佐久郡の所属となる。
- 1889年（明治22年）4月1日 - 町村制の施行により、南相木村の区域をもって、南相木村が発足する。
- 2001年（平成13年） - 南相木温泉「滝見の湯」オープン[2]。
- 2006年（平成18年）4月 - 南相木ダムの完成による固定資産税増加分を受けて、平成18年度から平成22年度まで（2011年3月）国からの地方交付税の不交付自治体となる[3]。
- 2015年（平成27年） - 南相木村450周年を迎える。

## 経済

### 産業
農業
『大日本篤農家名鑑』によれば南相木村の篤農家は「猿谷歌助、中田榮、中島為市、小平源治郎、猿谷八男作」などがいた。

## 人口
| |                                          |  |
| 南相木村と全国の年齢別人口分布（2005年） | 南相木村の年齢・男女別人口分布（2005年） |  |
| ■紫色 ― 南相木村 ■緑色 ― 日本全国 | ■青色 ― 男性 ■赤色 ― 女性                |  |
| 南相木村（に相当する地域）の人口の推移 \| 1970年（昭和45年） \| 2,009人 \| \| \| 1975年（昭和50年） \| 1,800人 \| \| \| 1980年（昭和55年） \| 1,604人 \| \| \| 1985年（昭和60年） \| 1,453人 \| \| \| 1990年（平成2年） \| 1,368人 \| \| \| 1995年（平成7年） \| 1,334人 \| \| \| 2000年（平成12年） \| 1,584人 \| \| \| 2005年（平成17年） \| 1,151人 \| \| \| 2010年（平成22年） \| 1,121人 \| \| \| 2015年（平成27年） \| 1,005人 \| \| \| 2020年（令和2年） \| 962人 \| \| |                                          |  |
| 総務省統計局 国勢調査より |                                          |  |
| 1970年（昭和45年） | 2,009人                                  |  |
| 1975年（昭和50年） | 1,800人                                  |  |
| 1980年（昭和55年） | 1,604人                                  |  |
| 1985年（昭和60年） | 1,453人                                  |  |
| 1990年（平成2年） | 1,368人                                  |  |
| 1995年（平成7年） | 1,334人                                  |  |
| 2000年（平成12年） | 1,584人                                  |  |
| 2005年（平成17年） | 1,151人                                  |  |
| 2010年（平成22年） | 1,121人                                  |  |
| 2015年（平成27年） | 1,005人                                  |  |
| 2020年（令和2年） | 962人                                    |  |

## 行政
- 村長：中島 則保（2015年12月3日就任、現在2期目）

## 議会

### 村議会
- 議長：鈴木 肇
- 議員定数：8人
- 議員任期：2019年5月1日 - 2023年4月30日

### 長野県議会（南佐久郡選挙区）
- 定数：1人
- 任期：2019年（平成31年）4月30日 － 2023年（令和5年）4月29日
- 依田明善（無所属）

### 衆議院
- 選挙区：長野3区（上田市、小諸市、佐久市、千曲市、東御市、南佐久郡、北佐久郡、小県郡、埴科郡）
- 任期：2021年10月31日 - 2025年10月30日
- 投票日：2021年10月31日
- 当日有権者数：399,168人
- 投票率：59.32％

| 当落 | 候補者名 | 年齢 | 所属党派                            | 新旧別 | 得票数    | 重複 |
| ---- | -------- | ---- | ----------------------------------- | ------ | --------- | ---- |
| 当   | 井出庸生 | 43   | 自由民主党                          | 前     | 120,023票 | ○    |
| 比当 | 神津健   | 44   | 立憲民主党                          | 新     | 109,179票 | ○    |
|      | 池高生   | 53   | NHKと裁判してる党弁護士法72条違反で | 新     | 3,722票   | ○    |

## 教育
- 村立南相木小学校
- 村に中学校はなく、隣接する小海町、北相木村とともに「小海町北相木村南相木村中学校組合」（一部事務組合）を作り、村の中学生のほとんどは小海町にある組合立小海中学校に通学している。

## 交通

### 鉄道
村内に鉄道路線は通っていない。JR東日本小海線の小海駅より村への村営路線バスが運行されている。佐久海ノ口駅からも村へ道路が通じているが同駅からは公共交通機関は運行されていない。

### 路線バス
- 南相木村営バス - 3路線あり、このうち小海 - 中島間の路線は村内と村外を結ぶ唯一の公共交通となっている。
  - 佐久総合病院小海分院・小海駅 - 中島
  - 中島・車庫 - 温泉前 - 立原
  - 中島・車庫 - 栗生川 - 栗生（一部便は循環）

### 道路
- 長野県道2号川上佐久線
- 長野県道472号栗尾見上線

## 出身者
- 菊池彩花 - スピードスケート
- 菊池悠希 - スピードスケート
- 菊池萌水 - ショートトラック
- 菊池純礼 - スピードスケート・ショートトラック

## 名所・旧跡・観光スポット・祭事・催事
- 民俗資料館
- 南相木温泉 滝見の湯
- 南相木ダム
- 不戦の像
- 御座山（おぐらさん）